# Dasychira erubescens
Dasychira erubescens är en fjärilsart som beskrevs av Holland 1893. Dasychira erubescens ingår i släktet Dasychira och familjen tofsspinnare. Inga underarter finns listade i Catalogue of Life.